# Cragabus
Cragabus ist eine kleine Streusiedlung auf der schottischen Hebrideninsel Islay. Sie befindet sich etwa 3,5 Kilometer westlich des Fährhafens Port Ellen und 15 km südlich der Inselhauptstadt Bowmore im Norden der Halbinsel Oa. Die Ortschaft teilte sich historisch in Upper, Middle und Lower Cragabus. Die nächstgelegene Siedlung ist das etwa einen Kilometer südwestlich gelegene Coillabus. Zwei Kilometer südöstlich liegt die aufgegebene Ortschaft Ballychatrigan.
Cragabus besteht heute nur noch aus wenigen bewohnten Häusern. Im Jahre 1861 wurden in Cragabus noch 90 Personen gezählt, die sich auf 17 Familien aufteilten. Im 19. Jahrhundert war wahrscheinlich für eine kurze Zeit eine Whiskybrennerei in Cragabus tätig. 1967 wurden Reste einer ehemaligen Rundhütte nahe Cragabus beschrieben, dessen Existenz jedoch nicht gesichert ist.

## Vorgeschichte
In Cragabus wurden die Reste dreier Cairns entdeckt. Einer misst etwa 17 m und weist eine Höhe von 1,2 m auf. In markanter Lage auf einer Hügelkuppe liegt ein zweiter, etwa acht Meter messender etwa einen Meter hoher Cairn, der jedoch weitgehend zerstört ist. Bei dem dritten Cairn handelt es sich um das Clyde Tomb von Cragabus. Auf einer Fläche von 4,8 × 1 m2 waren die Kammern einer Galerie errichtet. In der Umgebung befinden sich Menhire, die wahrscheinlich zur Anlage gehören. Des Weiteren existieren nördlich von Lower Cragabus die Reste einer Sommerweidenhütte (englisch Shieling-hut).

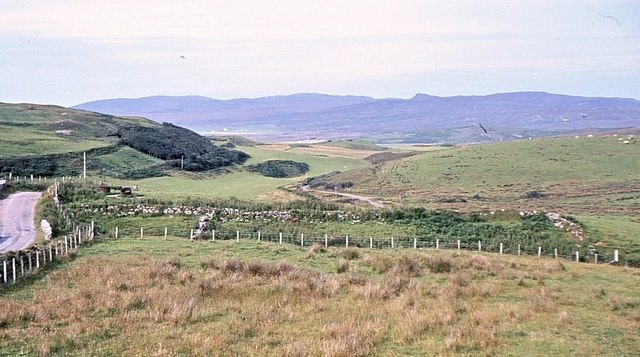
Landschaft in Middle Cragabus
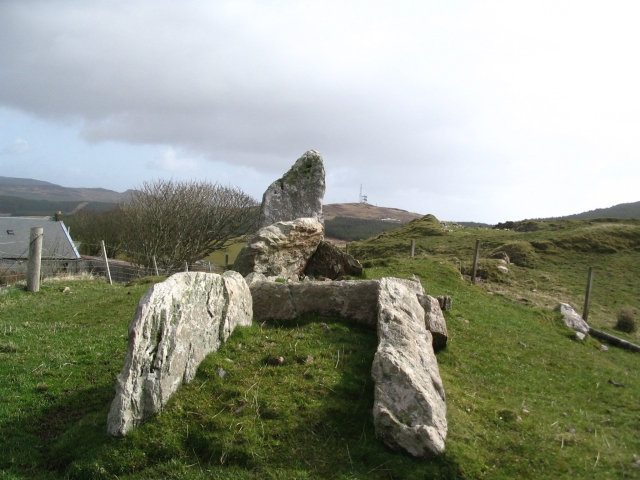
Überreste des Clyde Tombs